# Cathy Verney
Pour les articles homonymes, voir Verney.
Cathy Verney est une actrice, scénariste et réalisatrice française.

## Filmographie
Sauf indication contraire, les informations mentionnées dans cette section peuvent être confirmées par les bases de données cinématographiques IMDb et Allociné,  présentes dans la section « Liens externes ».

### Actrice
- 1997 : Paloma (téléfilm) de Marianne Lamour : Paloma
- 1998 : Une voix en or (mini-série) de Michelle Allen : Marion Courbet
- 2000 : L'Arlésien (téléfilm) de Jacques Malaterre : Patricia
- 2001 : Dieu est grand, je suis toute petite de Pascale Bailly : Florence
- 2004 : Tout le plaisir est pour moi d’Isabelle Broué : la standardiste radio
- 2005 : 23 décembre 2008: le jour où la France s'est arrêtée (téléfilm) de Jérôme Korkikian : la médecin du SAMU
- 2007 : Nos années pension (série télévisée) : Isabelle
- 2008 : Hard (série télévisée) d'elle-même, saison 1, épisode 1 : la cliente de l'agence
- 2009 : Écrire pour un chanteur (série télévisée), épisode C'est pour quand? : la sœur
- 2011 : Hard (série télévisée) d'elle-même, saison 2, épisode 1 : Zoé

### Scénariste
- 2001 : Vergetures (série télévisée)
- 2008 : Objet Trouvé
- 2008 : Hard (série télévisée)  de Cathy Verney, saison 1
- 2011 : Hard (série télévisée)  de Cathy Verney, saison 2
- 2014 : Fais pas ci, fais pas ça (série télévisée) , saison 7, épisodes 2, Naturisme et Découverte, et 4, Le changement, c'est (vraiment) maintenant
- 2016 : Fais pas ci, fais pas ça (série télévisée) , saison 9, épisodes 3 et 4, coécrits avec Clémence Dargent, Martin Douaire et Stéphane Foenkinos

### Réalisatrice
- 2001 : Vergetures (série télévisée)
- 2008 : Objet Trouvé (court métrage)[1],[2]
- 2008 : Hard (série télévisée), saison 1
- 2009 : Comme le temps passe (court métrage)
- 2011 : Hard (série télévisée), saison 2, épisodes 1 à 6
- 2013 : Fais pas ci, fais pas ça (série télévisée), saison 6, épisode 6, Un mariage et quelques emmerdements
- 2014 : Fais pas ci, fais pas ça (série télévisée), saison 7, épisodes 2, Naturisme et Découverte, et 4, Le changement, c'est (vraiment) maintenant
- 2016 : Fais pas ci, fais pas ça (série télévisée), saison 9, épisodes 3 et 4
- 2019 : Vernon Subutex (série télévisée), d'après la trilogie de Virginie Despentes.
- 2025 : Clean (série télévisée)
- 2026 : Ceylan (série télévisée)

## Distinctions
Sauf indication contraire, les informations mentionnées dans cette section peuvent être confirmées par la base de données cinématographiques IMDb,  présente dans la section « Liens externes ».
- Festival international du court métrage de Clermont-Ferrand 2010 : prix du public de la compétition nationale et prix Fernand Raynaud pour Comme le temps passe
- Prix ACS 2015 : nomination comme meilleure écriture de série pour Fais pas ci, fais pas ça au côté de Michel Leclerc